# 東倫敦線
東倫敦線（英語：East London line）是位於倫敦東部的一條重型鐵路路線，大致呈南北走向。它於1869年通車，途經世界上最古老的水下隧道泰晤士隧道，連接泰晤士河兩岸的鐵路幹線。
該線最初主要供貨運列車行駛，後來轉型為通勤鐵路，並於1933年成為倫敦地鐵大都会线的分支线路，后于20世纪后期成为独立线路。2007年开始，倫敦交通局关闭了该线路以為該線進行系統更新及延伸，連接倫敦南部的近郊鐵路，並使其改屬倫敦地上鐵。延伸路線由2010年至2012年間分段啟用。

## 歷史
本條目依據東倫敦線在不同時期的使用狀況，將其歷史分為四個主要階段。

### 早期歷史（1869年─1933年）
此線源起於首條穿越泰晤士河、由馬克·布魯內爾及伊桑巴德·金德姆·布魯內爾父子興建的泰晤士隧道。此隧道原定讓馬車使用，但布魯內爾父子因經費問題而沒有建造讓車輛進出隧道的匝道。於是，隧道在1843年啟用後僅供行人使用。在隨後的二十年，隧道成為了犯罪溫床：妓女在隧道內兜搭、竊賊亦十分猖獗。
後來，隧道所在的泰晤士河兩岸建成了東西走向的鐵路，加上隧道位處倫敦碼頭區，鄰近貨船停泊和裝卸的碼頭，有關鐵路的持份者希望利用泰晤士隧道，連接兩岸的鐵路幹線和碼頭。1865年，東倫敦鐵路公司成立，以80萬英鎊買下了泰晤士隧道，並在其兩端興建鐵路，連接大東部鐵路、東南鐵路以及倫敦、布萊頓與南岸鐵路。
東倫敦鐵路由1869年起分五段通車：
- 1869年12月7日：首段由倫敦、布萊頓與南岸鐵路的新十字站（今新十字門站）至泰晤士隧道北端入口的威平站通車，中途設疊福路（Deptford Road）及洛特希兩站。
- 1871年3月13日：由疊福路站以南引出、連接內南倫敦線的聯絡線通車，中途未設車站。
- 1876年4月19日：威平站至利物浦街站通車，沿途設沙特維、白教堂、梳迪治三站。
- 1880年4月1日：另一條連接東南鐵路新十字站的支線通車。
- 1884年3月3日：自白教堂站以南向西伸延的支線通車。當時大都會鐵路與大都會區域鐵路正在完成環線並興建延伸線往白教堂站。此支線由該年10月起成為連接東倫敦鐵路與大都會區域鐵路的聯絡線，地鐵列車開始經此線服務東倫敦鐵路。

東倫敦鐵路沒有自己的列車，所有列車服務皆由連接它的鐵路公司提供。1884年，大都會鐵路與大都會區域鐵路在使用此鐵路的同時，與大東部鐵路、東南鐵路、倫敦、漆咸與多佛爾鐵路和倫敦、布萊頓與南岸鐵路共同租用東倫敦鐵路。除了大都會鐵路和大都會區域鐵路以外，其他四所鐵路公司主要利用東倫敦鐵路運送貨物。

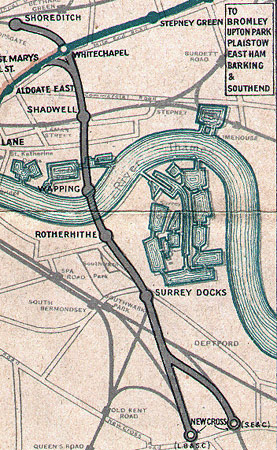
1915年的路線圖。東倫敦線大致維持此圖所示的版圖直至2006年延伸工程開始

1911年，連接內南倫敦線的支線關閉，疊福路站隨後更名為素里船塢站（Surrey Docks，以示此站鄰近素里商用船塢1913年，梳迪治站至兩座新十字站的鐵路以第四軌電氣化，此後所有客運服務均由大都會鐵路擔當。1923年，英國的鐵路公司進行大重組，新成立南部鐵路公司接收了東南鐵路、倫敦、漆咸與多佛爾鐵路與倫敦、布萊頓與南岸鐵路，成為佔東倫敦鐵路一半股權的大股東。然而，在東倫敦鐵路提供服務的公司仍是大都會鐵路和（接收了大東部鐵路的）倫敦與東北鐵路。為了避免造成混亂，原屬倫敦、布萊頓與南岸鐵路的新十字站在大重組時更名為新十字門站。

### 倫敦地鐵時期（1933年─2007年）
1933年，為東倫敦鐵路營辦客運服務的大都會鐵路被公營的倫敦客運委員會取代，而東倫敦鐵路則於1948年鐵路國有化時正式撥歸倫敦地鐵所有。
貨運列車繼續使用東倫敦鐵路直至1960年代，其後從東倫敦鐵路連接其他主線鐵路的聯絡線陸續關閉及被拆除，餘下梳迪治至新十字／新十字門的路段繼續提供列車服務。在成為倫敦地鐵一部份之後，東倫敦鐵路一度以「大都會線──東倫敦分支」（英語：Metropolitan Line ─ East London section）的名義出現在路線圖和標誌上，直至1980年代後期恢復獨立身份。
大都會鐵路亦曾經提供由新十字站或新十字門站往返南肯辛頓站的列車服務。該服務後來改為往返漢默史密斯站，並於1941年停辦。而原有來往梳迪治站的服務亦遭削減，以至在後期，除了在繁忙時間及星期日早上以外，列車均以白教堂站為北面總站。
1987年，碼頭區輕鐵開通，沙特維站成為該輕鐵與東倫敦線的轉乘車站。1989年，配合素里商用船塢地區重建發展，素里船塢站更名為素里碼頭站（Surrey Quays）。

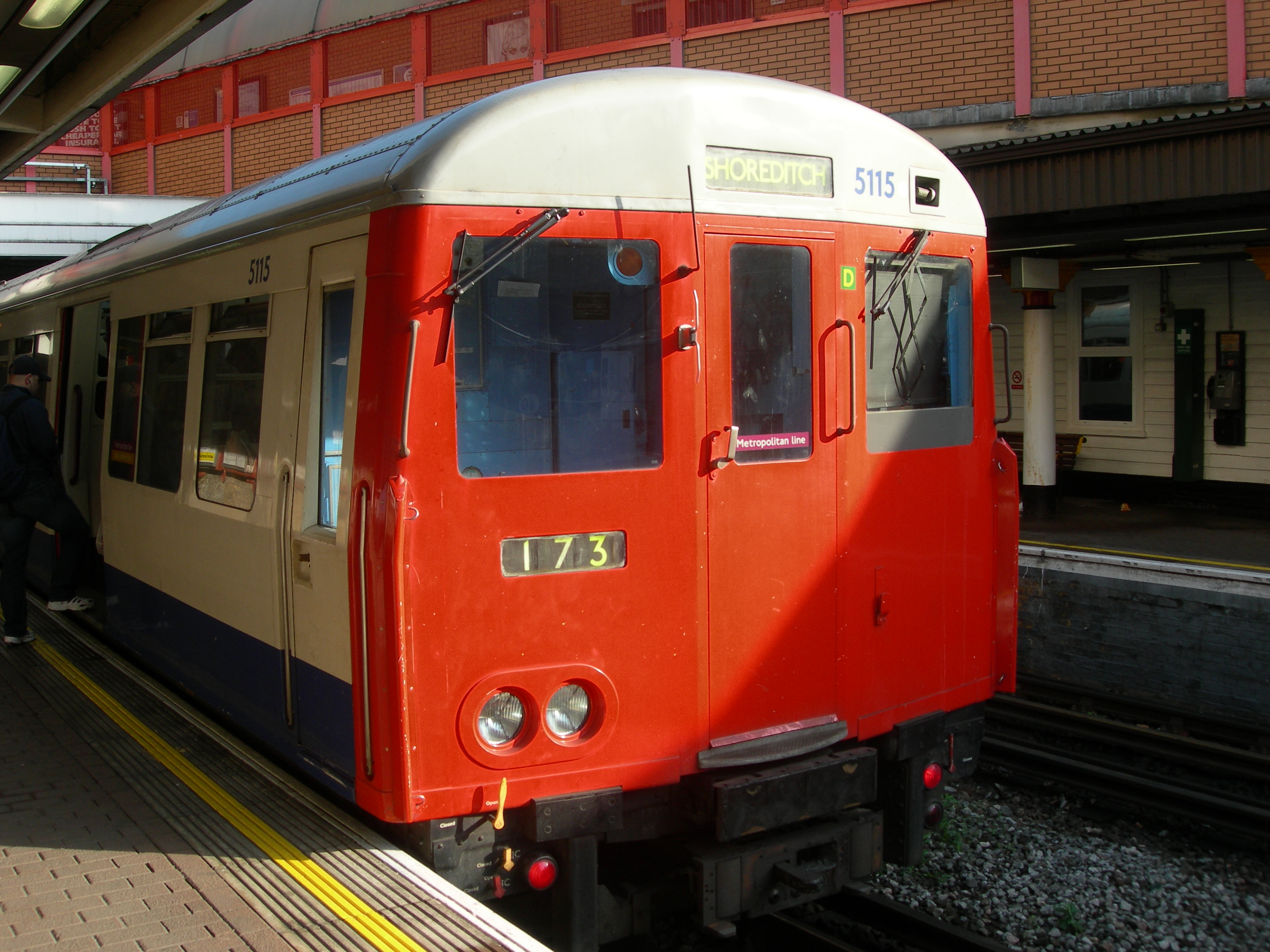
行走東倫敦線的倫敦地鐵A60/62型列車

東倫敦線於1995年全線停運，以便興建配合銀禧線延長而設立的轉乘車站──加拿大塘站，並順道為泰晤士隧道進行復修工程。由於保育團體對泰晤士隧道的復修計劃提出訴訟，原定六個月的停運期延長至三年之久。大部份路段於1998年3月重新通車，但北端的梳迪治站因為需要額外加裝安全設施，直至1998年9月才重新開放。至於加拿大塘站則於1999年隨着銀禧線延伸段落成而啟用。
由於東倫敦線與大都會鐵路有密切關係，即使在公有化後，倫敦地鐵基本上仍派遣大都會線的列車行走東倫敦線。由1970年代直至2007年倫敦地鐵終止服務東倫敦線為止，倫敦地鐵A60/62型列車一直是東倫敦線的主力。
在隸屬倫敦地鐵時期，東倫敦線是該系統內唯一一條沒有車站處於倫敦旅遊卡第1收費區的路線──沿線九座車站皆位於第2收費區。

### 延伸工程（2001年─2010年）
自1980年代起，倫敦交通局就開始研究延長東倫敦線。當時提出過的方案包括：將東倫敦線轉為輕鐵、重新興建聯絡線連接利物浦街站等。1990年代，延長東倫敦線的議案多次被提上議事日程，但當時倫敦地鐵緊絀的財政狀況使這些提案全被否決或擱置。

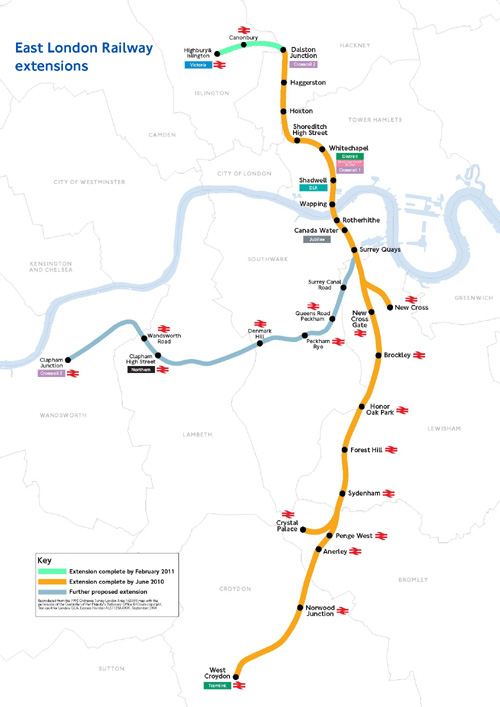
東倫敦線延伸計劃路線圖

在新的撥款安排下，英國政府於2001年正式啟動東倫敦線的延伸計劃。延伸工程分為三個主要部份：
- 在新十字門站興建聯絡線連接布萊頓主線（第一期南延線），使東倫敦線列車能沿慢線駛至西克羅伊登站。
- 興建一條往北連接多斯頓的延伸線（北延線）。此延伸線大部份沿北倫敦鐵路已廢止的「城市延伸線」興建。沿線其中兩座被廢止的車站被重建，另設兩座新車站，分別取代「城市延伸線」的梳迪治站、以及地鐵東倫敦線的梳迪治站（兩站由於服務地區相近而取相同名稱）。最後，兩座北倫敦線的車站被擴建，成為東倫敦線與北倫敦線的轉乘車站。
- 重建於1910年代被廢棄、往內南倫敦線的聯絡線（第二期南延線），使東倫敦線列車能行駛至克拉珀姆交匯站，與西倫敦線和北倫敦線組成環狀鐵路網絡。

由於南延線使用本身以第三軌電氣化的鐵路，東倫敦線需要由倫敦地鐵所用的第四軌轉為第三軌，而北延線亦因此採用第三軌供電。
北延線的定線經過當時被列為古蹟的主教門貨場，一些人對此表示反對並發起提訴。訴訟持續了兩年，最後法院裁定有關當局勝訴。貨場遺址於2003年開始拆卸，原址改建為一座新車站──梳迪治高街站。這座車站所取代的梳迪治地鐵站於2006年永久關閉，其後被填平，用作興建北延線橫跨大東部主線的天橋。
東倫敦線餘下的路段（白教堂站至新十字站和新十字門站）繼續開放了一年半，直至2007年12月完全關閉，進行更新工程。在鐵路停駛期間，倫敦交通局開辦了四條替代公車服務，由白教堂站或加拿大塘站往返東倫敦線沿線各站，但沒有提供連接泰晤士河兩岸的服務。由於乘客量不足，只有由白教堂站開出的公車服務維持至東倫敦線重開。

### 倫敦地上鐵時期（2010年至今）
2009年，十座在布萊頓主線上的車站移交倫敦地上鐵管理，以配合東倫敦線即將服務這些車站。
延伸後的東倫敦線分四段通車：
- 2010年4月27日：原屬倫敦地鐵的白教堂站至新十字／新十字門站區間，以及連接白教堂站及多斯頓交匯站的北延線，以「預覽」名義開放使用。列車由多斯頓交匯站（Dalston Junction）交替來往新十字站及新十字門站。兩條路線於平日各提供每小時四班列車的服務。[參⁠ 20]
- 2010年5月23日：第一期全線開通。新十字門至西克羅伊登站（West Croydon）及水晶宮站（Crystal Palace）加入東倫敦線服務。兩個總站皆有每小時四班的列車服務，使途經新十字門站的列車班次增加一倍。此外，由當日起東倫敦線擴展至每天均提供清晨至午夜服務。[參⁠ 21]
- 2011年2月28日：多斯頓交匯站至高貝利與艾斯靈頓站（Highbury & Islington）通車[參⁠ 22]。兩座加入東倫敦線的車站──卡農貝利站（Canonbury）及高貝利與艾斯靈頓站（Highbury & Islington）──皆設計成可與北倫敦綫跨月台轉乘。乘客亦能於高貝利與艾斯靈頓站轉乘地鐵維多利亞線及國鐵北城線。
- 2012年12月9日：連接內南倫敦線的聯絡線通車，東倫敦線服務沿內南倫敦線延伸至克拉珀姆交匯站[參⁠ 23][參⁠ 24]。

延伸後的東倫敦線普遍獲得倫敦居民的支持。2010年延伸線開通時，有報章以「所屬地區納入地鐵路線圖」的標題報導有關事宜，亦有沿線居民為此舉行慶祝活動。而根據倫敦交通局於2011年的報告，東倫敦線自重新開放後，使用量增長比預期快，到2010年代後期或需要進一步提升服務（如使用較長列車）以增加容量。
另一方面，2012年開通的西延線使往返維多利亞車站與倫敦橋站的內南倫敦線列車服務停運。有沿線居民對此表示不滿，並在通車前到車站抗議。

## 車站列表
全線位於大倫敦市內。
| 所屬收費區                                           | 中文站名         | 英文站名 | 轉乘路線                                          | 所在地           |
| 主線                                                 | 主線             | 主線     | 主線                                              | 主線             |
| ---------------------------------------------------- | ---------------- | -------- | ------------------------------------------------- | ---------------- |
| 2                                                    | 高貝里及伊斯靈頓 |          | 維多利亞線、 北倫敦線、 大北方 （Great Northern） | 伊斯靈頓區       |
| 2                                                    | 卡農伯里         |          | 北倫敦線                                          | 伊斯靈頓區       |
| 2                                                    | 達爾斯頓交匯     |          |                                                   | 哈克尼區         |
| 2                                                    | 海格爾斯頓       |          |                                                   | 哈克尼區         |
| 1/2                                                  | 霍克斯頓         |          |                                                   | 哈克尼區         |
| 1                                                    | 肖迪奇高街       |          |                                                   | 塔村區、哈克尼區 |
| 2                                                    | 白教堂           |          | 區域線、 漢默史密斯及城市線、 伊利沙伯線          | 塔村區           |
| 2                                                    | 沙德韋爾         |          | 碼頭區輕便鐵路                                    | 塔村區           |
| 2                                                    | 沃平             |          |                                                   | 塔村區           |
| 2                                                    | 羅瑟希德         |          |                                                   | 南華克區         |
| 2                                                    | 加拿大塘         |          | 銀禧線                                            | 南華克區         |
| 2                                                    | 瑟里碼頭         |          | 南倫敦線（與東倫敦線直通運行）                    | 南華克區         |
| ↓部分地上铁列车直通运行南倫敦線往返克拉珀姆交匯站    |                  |          |                                                   |                  |
| 2                                                    | 新十字門         |          | 南方鐵路                                          | 劉易舍姆區       |
| 新十字支線                                           |                  |          |                                                   |                  |
| 2                                                    | 新十字           |          | 東南（Southeastern）                              | 劉易舍姆區       |
| 布莱顿主线，地上铁列车与南方鐵路的列车共轨和共用车站 |                  |          |                                                   |                  |
| 2                                                    | 布羅克利         |          | 南方鐵路                                          | 劉易舍姆區       |
| 3                                                    | 榮橡公園         |          | 南方鐵路                                          | 劉易舍姆區       |
| 3                                                    | 森林山           |          | 南方鐵路                                          | 劉易舍姆區       |
| 3                                                    | 錫德納姆         |          | 南方鐵路                                          | 劉易舍姆區       |
| 4                                                    | 彭奇西           |          | 站外轉乘：彭奇東 （ 東南）                        | 布羅姆利區       |
| 4                                                    | 阿納利           |          |                                                   | 布羅姆利區       |
| 4                                                    | 諾伍德交匯       |          | 南方鐵路、泰晤士連線                              | 克羅伊登區       |
| 5                                                    | 西克羅伊登       |          | 倫敦電車連線、 南方鐵路                           | 克羅伊登區       |
| 水晶宮支線                                           |                  |          |                                                   |                  |
| 3/4                                                  | 水晶宮           |          | 南方鐵路                                          | 布羅姆利區       |

## 營運

### 列車及維修設施

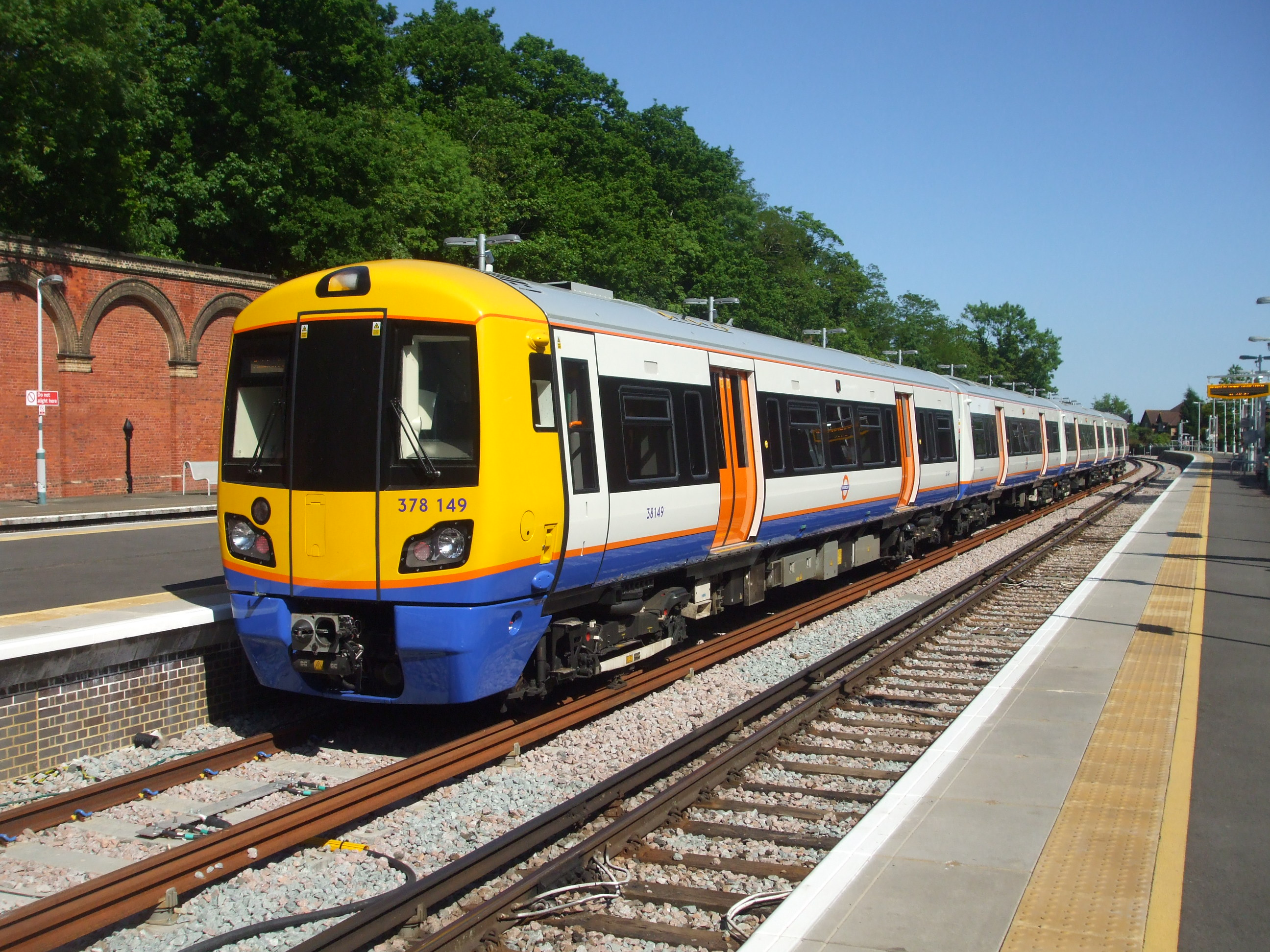
一列英鐵378型電力動車組列車在水晶宮站

東倫敦線與其他電氣化的倫敦地上鐵路線一樣，以龐巴迪運輸製造的英鐵378型電力動車組提供服務。其中23列行走東倫敦線的英鐵378型列車只能在第三軌軌道上行走，因此它們被編為378/1型，以區別於另一款可以行走高架電纜電氣化軌道的378/2型列車。該款列車有4節車廂，採用橫向座位排列以及較寬闊的連接通道設計，盡量增大容量。每列列車的載客量約為700人。東倫敦線的列車主要在新十字門站北面的車廠進行日常維護。
由2014年起，倫敦交通局逐步為旗下的378型列車加掛一節車廂，使之成為5節車廂的列車。東倫敦線是首條獲派5節列車行走的路線。此外，倫敦地上鐵亦增設新車廠，以彌補新十字門車廠因為改建設施而減少了的停車線數目。

### 服務時間、路線及班次
現時東倫敦線有四條服務路線：
- 高貝利與艾斯靈頓站來往克拉珀姆交匯站
- 高貝利與艾斯靈頓站來往水晶宮站
- 多斯頓交匯站來往新十字站
- 多斯頓交匯站來往西克羅伊登站

四條路線各提供每小時4班列車的服務，全部列車皆停靠沿途所有車站。四條路線共同服務的區間（「多斯頓交匯站─素里碼頭站」區間）每小時有16班列車停靠；而有兩條路線共同服務的區間（高貝利與艾斯靈頓站、卡農貝利站，以及「新十字門站─薛登林站」區間），每小時則有8班列車停靠。